# Mario Golf (Nintendo 64)
Mario Golf (Japans: マリオゴルフ６４; Mario Golf 64) is een computerspel dat werd ontwikkeld door Camelot Software Planning en werd uitgegeven door Nintendo. Het sportspel kwam in 1999 uit voor de Nintendo 64. Op 23 januari 2009 werd het spel ook in Europa uitgebracht op de Virtual Console voor 1000 Wii-punten. Met het spel kan de speler golfen. Het perspectief wordt getoond in de derde persoon. Het spel bestaat uit zes banen van 18 holes, waardoor er 108 verschillende holes zijn. Het spel bevat tien personages uit verschillende Nintendo spellen. Het spel heeft ook een 'Time Attack' modus waarbij zoveel als mogelijk een rondje moet spelen. Ook heeft het spel een handicap modus, waardoor de speler niet te ver acterop raakt bij de concurrentie.

## Golfbanen
- Toad Highlands
- Koopa Park
- Shy Guy Desert
- Yoshi's Island
- Boo Valle
- Mario's Star

## Platforms
| Jaar | Platform              |
| ---- | --------------------- |
| 1999 | Nintendo 64           |
| 2008 | Virtual Console (Wii) |

## Ontvangst
| Beoordeeld door | Jaar | Platform            | Score |
| --------------- | ---- | ------------------- | ----- |
| Nintendo Land   | 2003 | Nintendo 64         | 91%   |
| Super Play      | 1999 | Nintendo 64         | 90%   |
| X64             | 1999 | Nintendo 64         | 90%   |
| Power Unlimited | 1999 | Nintendo 64         | 88%   |
| GameSpot        | 1999 | Nintendo 64         | 87%   |
| Gaming Target   | 2000 | Nintendo 64         | 84%   |
| IGN             | 1999 | Nintendo 64         | 83%   |
| Mag'64          | 2011 | Wii Virtual Console | 80%   |
| HappyPuppy      | 1999 | Nintendo 64         | 80%   |
| Nintendo Life   | 2008 | Wii Virtual Console | 80%   |

Golf · 
NES Open Tournament Golf · 
Mario Golf (N64) · 
Mario Golf (GBC) · 
Toadstool Tour · 
Advance Tour · 
World Tour